# أرجنتوي
أرجنتوي (بالفرنسية: Argenteuil ) هي بلدية فرنسية تابعة لإقليم فال دواز في إيل دو فرانس وتقع في شمال فرنسا وهي ثاني أكبر مدينة في الولاية بعد باريس وبولون-بيانكور والتي تعتبر اليوم ضاحية للأخيرة ويقطنها حوالي 103 250 نسمة حسب إحصائيات سنة 2008.

## معرض صور

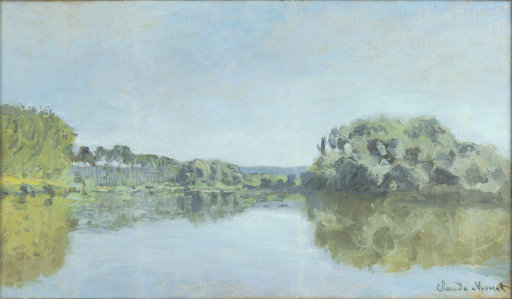
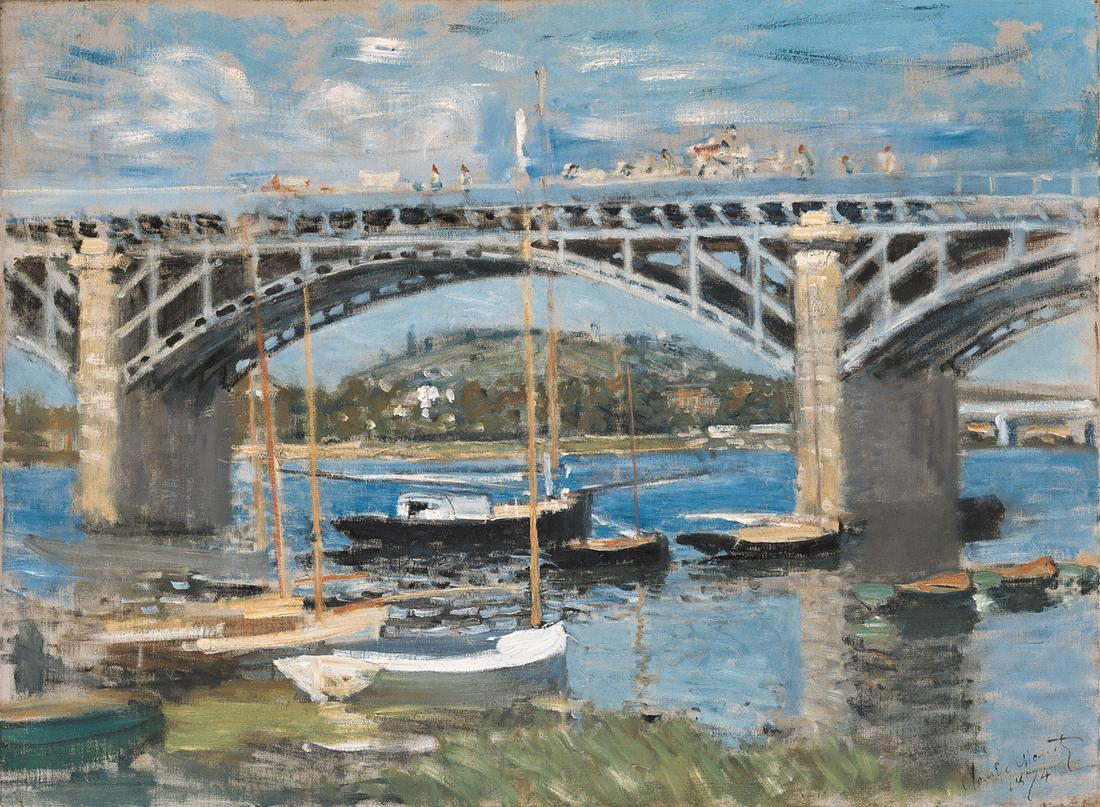
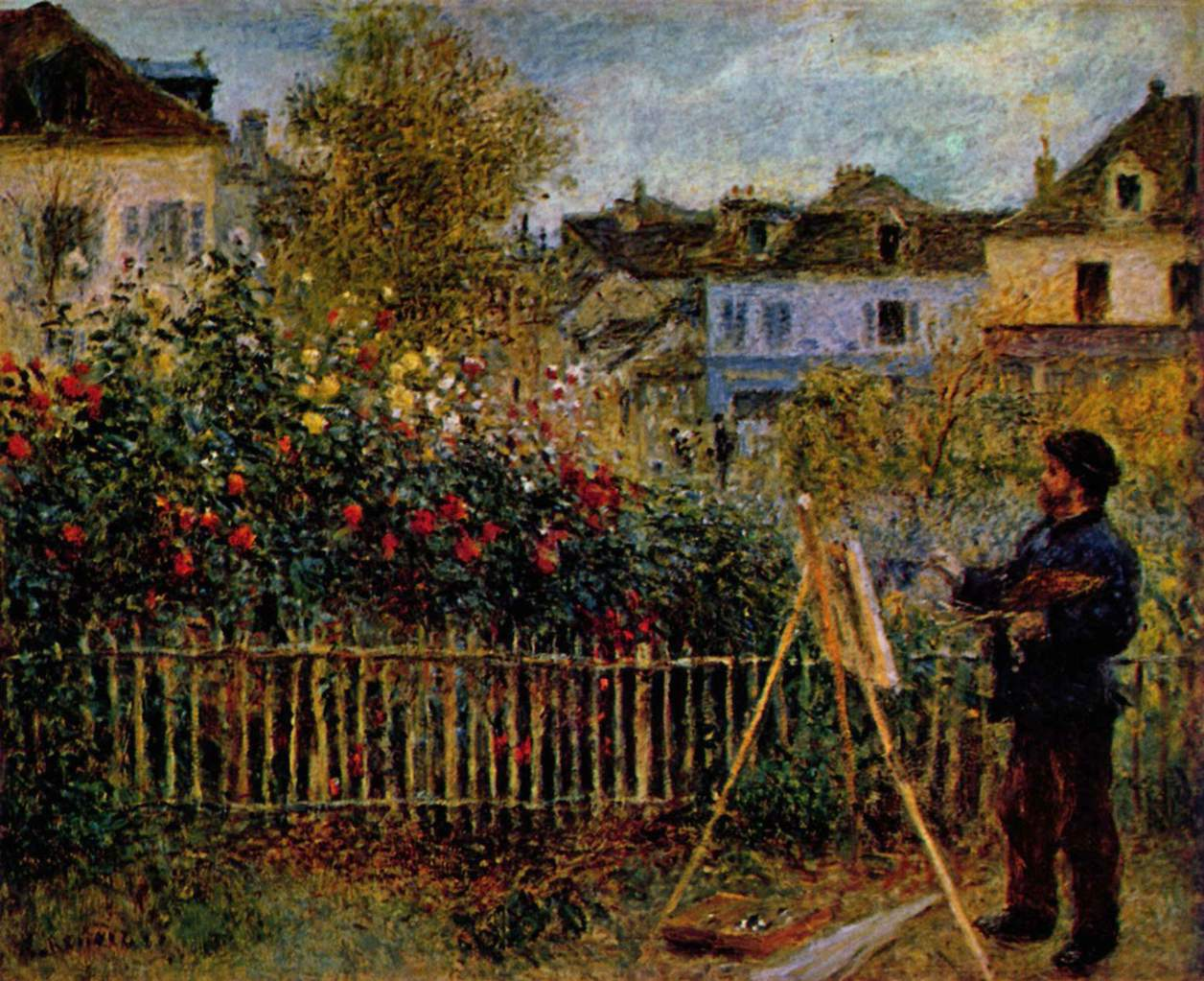
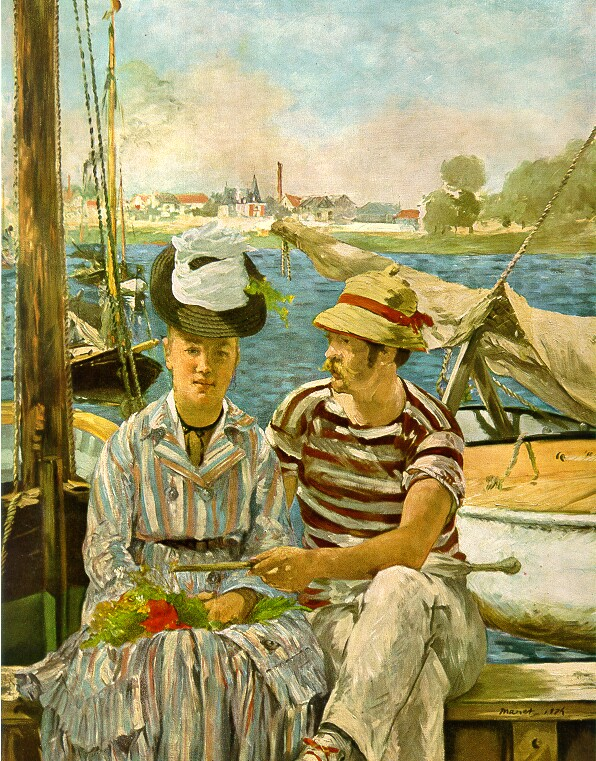
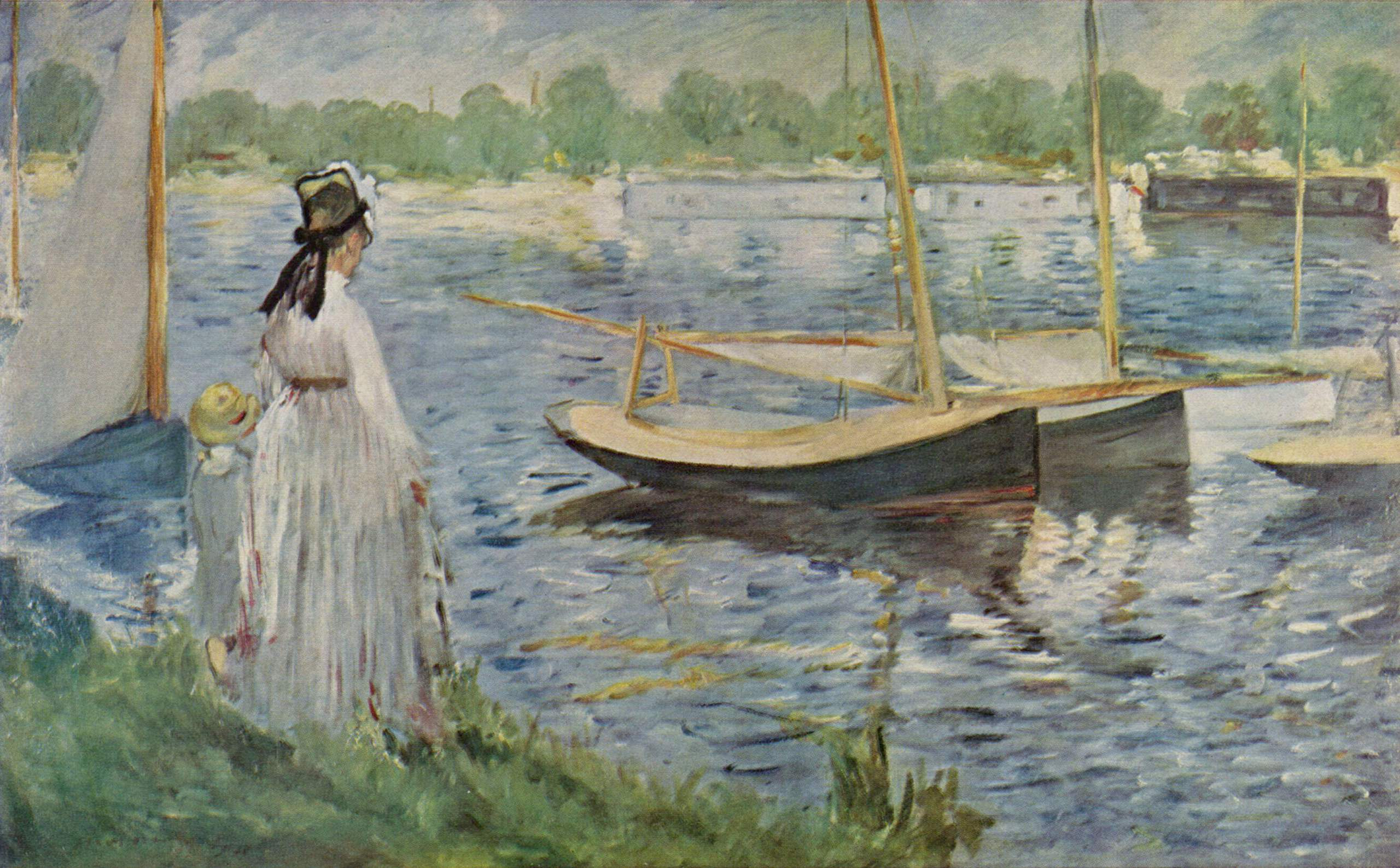

## توأمة
لأرجنتوي اتفاقيات توأمة مع كل من:
- دساو روسلاو (1959 - )[12]
- كلايدبانك [الإنجليزية]‏ منذ (1973 - )[13]
- ألساندريا (1960 - )[14]
- هونيدوارا (1974 - )[15]

## أعلام
- جورج براك
- إيتيان فاجون
- أخيل أيوجين فينات
- بيير بيان
- ميشيل كاريه
- آري شيفر
- فرانك بيريا
- جان ميشال مونين
- إنغريد شوفان

## روابط
- الموقع الرسمي لعمادة المدينة